# 土成町土成
土成町土成（どなりちょうどなり）は、徳島県阿波市の大字。2010年10月1日現在の人口は 2,349人、世帯数は786世帯。郵便番号は〒771-1506。

## 地理
阿波市の東部に位置。北は土成町宮川内、東は土成町吉田、西は土成町成当及び土成町浦池、南は土成町郡及び吉野町柿原に接する。
北方に山地があるが、大部分が平地で、旧土成町の行政及び農業の中心地である。東境を熊谷川、西境を九頭宇谷川、中央部を大谷川が南に流れる。中央部を西に阿波用水が横切る。

### 河川
- 九頭宇谷川
- 熊谷川
- 大谷川
- 法寺ヶ谷川

### 小字
| - 遊ヶ原 - 池下 - 漆畑 - 大木 - 落合 - 北原 | - 実安 - 寒方 - 鈴川 - 大法寺 - 高泰 - 田中 | - 東原 - 殿開 - 南原 - 前田 - 丸山 - 峯延 | - 美納地 - 美緑 - 矢松 - 山ノ本 |  |

## 歴史
- 2005年（平成17年）4月1日 - 板野郡土成町が吉野町・阿波郡市場町・阿波町と合併して阿波市となり、住所表記は「板野郡土成町土成」から「阿波市土成」となる。
- 2007年（平成19年）1月1日 - 住所表記に「土成町」が復活し、現在の表記となる。

## 施設

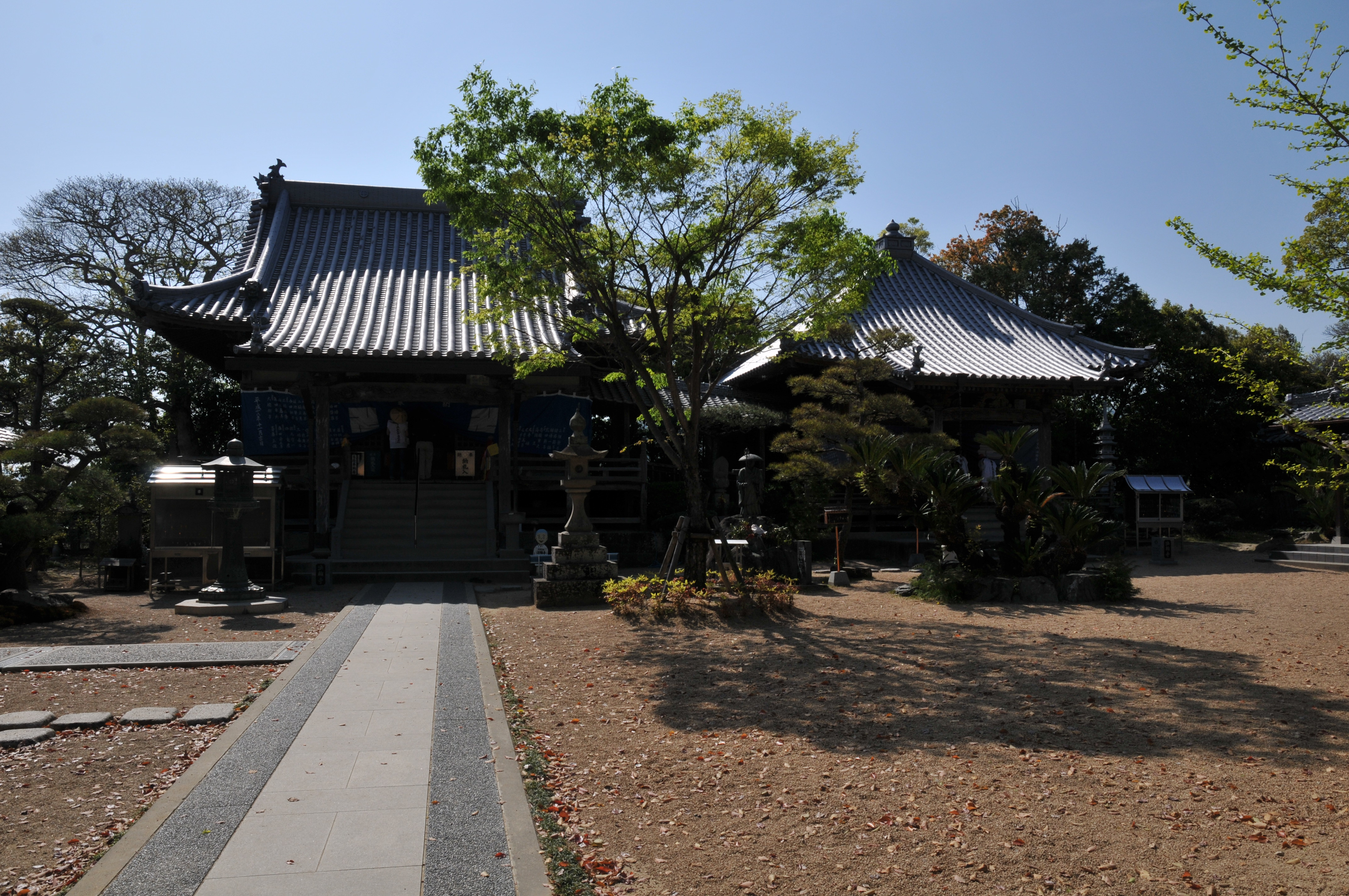
法輪寺

- 熊谷寺 - 四国八十八箇所霊場第八番札所
- 法輪寺 - 四国八十八箇所霊場第九番札所
- 樫原神社
- 阿波市立土成歴史館
- 土成緑の丘スポーツ公園
- 阿波市ケーブルネットワーク

## 交通

### 道路
国道
- 国道318号

都道府県道
- 徳島県道12号鳴門池田線
- 徳島県道139号船戸切幡上板線
- 徳島県道236号浦池南原線

## 出身者
- 松島肇 - 政治家